# Gradbena fakulteta v Osijeku
Gradbena fakulteta (izvirno hrvaško Građevinski fakultet u Osijeku), s sedežem v Osijeku, je fakulteta, ki je članica Univerze v Osijeku.